# 王大任 (嘉靖進士)
王大任（？—？），字汝成，號及泉，陝西延安府保安縣人，軍籍，明朝政治人物。

## 生平
陝西鄉試第十二名舉人。嘉靖三十二年（1553年）中式癸丑科三甲第二百五十三名進士。礼部观政，授山西洪洞知县，三十六年八月考选，授山西道試御史，三十七年二月實授，三十九年巡按雲南，四十一年十一月与姜儆为嘉靖采访法秘，四十三年取得法秘数千册及法士唐秩刘文彬等数人，以勞升翰林院侍讲学士，赐居第于京师。四十四年三月充廷试读卷官。
隆慶元年正月被刑科都給事中徐公遴弹劾，被革职閑住。四月以重錄《永樂大典》成，准復職致仕。

## 家族
曾祖王彪；祖父王至公；父王熙。嫡母鄭氏；繼母溫氏；生母韓氏。兄王康（生员）、王泰、王綏（生员）。